# ロマンス (2015年の映画)
『ロマンス』は、2015年8月29日に全国公開された日本のドラマ映画。監督・脚本はタナダユキ、主演は大島優子。
小田急電鉄のロマンスカー60000形MSEを舞台に描かれており、小田急電鉄の全面協力のもと撮影が行われた。
シカゴで開かれている観客のための映画祭、アジアン・ポップアップ・シネマにおいて、2016年9月17日からのシーズン3に「ROUND TRIP HEART」という米題で上映され、観客賞となるオーディエンス・チョイス・アワードを受賞した。

## あらすじ
北條鉢子の部屋に泊まりに来た彼氏、直樹は、北條の出勤時間になっても目を覚まさない。しかたなく直樹は置いて出勤することにした。北條は、そんなだらしない直樹との関係を続けようか迷っている。出掛けに１通の手紙が届いていることに気づいたが、封は開けないまま手紙を持って出勤する。彼女の仕事は社内のサービスコンテストでも表彰される、優秀なロマンスカーアテンダントだ。今日もいつもどおりロマンスカーに乗車したが、同僚、久保美千代のミスの後始末にもうんざりし、休憩時間に手紙を読んでさらにいらいらする。
休憩後の仕事で車内販売を行っていたところ、ワゴンの商品が万引きされ、終点の箱根湯本駅の事務所で犯人を引き渡す。ところが犯人は逃走し、足の速い北條が追うことになり、犯人は無事捕まえられたが、制服のスカートを破ってしまい、帰りに乗務予定だったロマンスカーも、久保だけを乗せて出発してしまう。
駅の事務所で犯人、桜庭洋一と別れた後、新宿へ戻る電車を待っていると、桜庭が解放され、北條の元にきて親しげに話しかけてきた。いらいらした北條は手紙を破ってゴミ箱に捨て、トイレに逃げる。
トイレから戻ってみると、桜庭が北條の捨てた手紙を拾い、つなぎ合わせて読んでいるところだった。手紙は北條の母からのもので、手紙の内容を知った桜庭との、1日限りの不思議な小田原・箱根巡りが始まる…。

## キャスト
- 北條鉢子 - 大島優子（特急ロマンスカーのアテンダント役）[1]
- 桜庭洋一 - 大倉孝二
- 久保美千代 - 野嵜好美
- 直樹 - 窪田正孝
- 北條頼子 - 西牟田恵
- 北條鉢子の幼少時代 - 渋谷そら [7]
- ロマンスカーの乗客 - 杉作J太郎 ※カメオ出演[2]
- 鉢子と美千代の上司 - 中村靖日
- 朝礼のリーダー - 雨宮まみ

## スタッフ
- 監督・脚本 - タナダユキ[1]
- 音楽 - 周防義和、Jirafa
- エンディングテーマ - 三浦透子「Romance 〜サヨナラだけがロマンス〜」
- 製作 - 間宮登良松
- 企画 - 加藤和夫
- プロデューサー - 佐藤現、中澤研太、坂井正徳
- 音楽プロデューサー - 津島玄一
- 宣伝プロデューサー - 丸山杏子
- キャスティングディレクター - 杉野剛
- 撮影 - 大塚亮
- 美術 - 仲前智治
- 録音 - 小川武
- 編集 - 宮島竜治（J.S.E.）
- スクリプター - 増子さおり
- 衣裳 - 宮本茉莉
- 助監督 - 松倉大夏
- 制作担当 - 鎌田賢一
- ポスター撮影 - 川島小鳥
- イラスト - 伊藤瞳
- ポスターデザイン - 大島依提亜
- 製作プロダクション - 東北新社
- 製作 - 東映ビデオ
- 配給・宣伝 - 東京テアトル